# Festa di san Barnaba
La festa di san Barnaba Apostolo è una festività religiosa patronale che si svolge ogni 11 giugno nella cittadina laziale di Marino, in provincia di Roma, nell'area dei Castelli Romani. 

## Storia
Originariamente la santa patrona di Marino era santa Lucia, la cui festa si celebra tuttora il 13 dicembre di ogni anno. 
San Barnaba sarebbe divenuto patrono di Marino in seguito a una calamità naturale che colpì le campagne marinesi: l'11 giugno 1615 infatti una violenta grandinata devastò i raccolti dei marinesi. L'anno seguente un'altra grandinata, lo stesso giorno, cadde sulle campagne marinesi. Infine nel 1617 una terza grandinata sconquassò ancora, sempre nella giornata dell'11 giugno, i campi e le vigne locali. Per porre fine a questo flagello, venne convocata, il 2 febbraio 1618, un'assemblea popolare plenaria che votò di scrivere una lettera al cardinal Francesco Sforza di Santa Fiora cardinale vescovo di Albano chiedendo di poter venerare san Barnaba, la cui festa ricorre proprio di 11 giugno, come santo patrono appresso Sua Divina Maestà. Il 4 giugno 1619 il cardinal Sforza rispose affermativamente e da quella data si iniziò a celebrare solennemente la festività di san Barnaba.
Il 10 giugno 1640 venne posata la prima pietra della nuova collegiata di San Barnaba Apostolo: il 22 ottobre 1662 venne celebrata la prima messa cantata nella nuova collegiata intitolata a san Barnaba. (Vedi Basilica di San Barnaba)
Il santo a marino è chiamato in dialetto "san Barnipa".

## Tradizioni

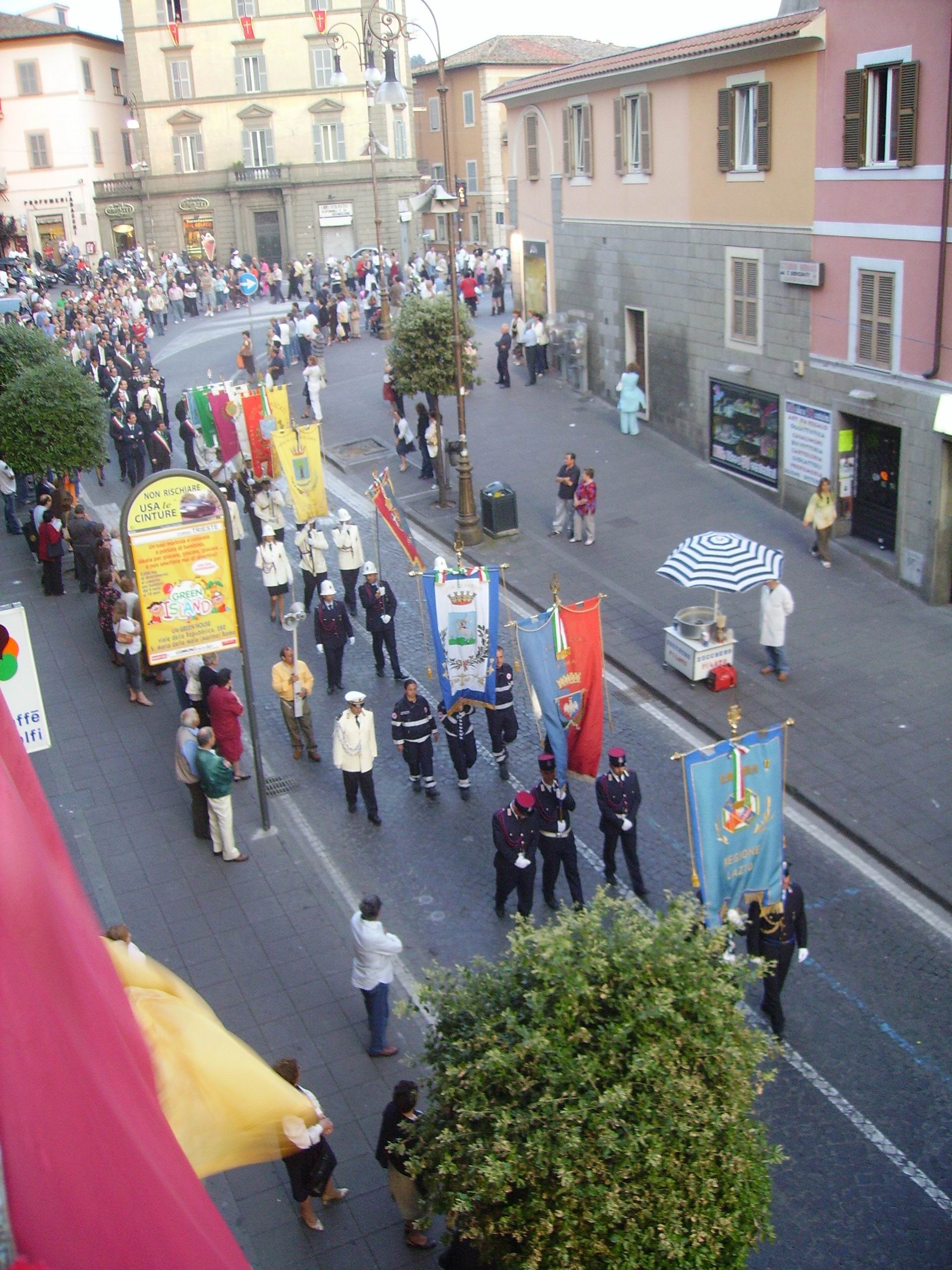
Uno spezzone della solenne processione, con il corteo delle autorità.

Generalmente la festa inizia, in base alle scelte dell'amministrazione comunale, qualche giorno prima della festa propriamente detta, con iniziative culturali, concerti, spettacoli d'arte varia. Storicamente, dall'11 giugno al 18 giugno si svolgeva una fiera di bestiame e mercanzie varie, fin dal XVII secolo.
Nella mattinata dell'11 giugno il vescovo di Albano di turno, alla presenza dell'abate parroco della basilica di San Barnaba e dei parroci delle altre due parrocchie del centro storico (Santissima Trinità e Santa Maria delle Grazie) celebrano una solenne messa in basilica, alla presenza delle principali autorità civili e militari e di molte rappresentanze dei comuni vicini e delle istituzioni locali. Durante la celebrazione, il sindaco ed il comandante del corpo dei Vigili Urbani portano un cesto di ceri legati da un nastro tricolore al vescovo. 
Dopo la funzione, una processione si snoda per le vie cittadine, aperta dai gruppi religiosi laicali, e seguita dalle Confraternite, con le macchina processionali (fra cui vanno ricordati due enormi arazzi seicenteschi e la "basilica", grosso ombrellone giallo e rosso che rappresenta simbolicamente la chiesa stessa), poi il clero e a chiudere le autorità e la folla dei fedeli.
Nel pomeriggio seguono varie iniziative culturali, organizzate dal programma del Comune.